# Baranie sedlo
Baranie sedlo je výrazné sedlo ve Vysokých Tatrách mezi masivem Baranie rohy a Spišským štítem v nadmořské výšce 2384 m, turisticky dosažitelné. Turistická značka sem od 70. let 20. století nevede, přestože se uvažuje o opětovném otevření této spojnice mezi chatou pri Zelenom plese a Téryho chatou.
Od roku 1904 přes sedlo vede turistická cesta zajištěná řetězy. V současnosti není vyznačená a pro turisty je sem zakázaný vstup. Na severní straně visí řetěz k usnadnění výstupu. Baranie sedlo je oblíbeným skialpinistickýcm přechodem.
V některých pramenech je výše sedla udávána 2393 m n. m., někde 2389 m n.n. Baraním sedlem vede nejlehčí přechod mezi Dolinou Zeleného plesa (horní část pod Baraním sedlem se jmenuje Velká Zmrzlá dolina) a Malou Studenou dolinou (horní část se nazývá Kotlina Pěti Spišských ples). Z Téryho chaty je to do sedla asi 1 a ½ hodiny chůze, z Chaty pri Zelenom plese 2-3 hodiny.